# Список територіальних громад Кіровоградської області
Це список об'єднаних територіальних громад (ОТГ) Кіровоградської області, створених в рамках адміністративно-територіальної реформи 2015 року.
14 липня 2015 року рішенням Кіровоградської обласної ради був схвалений перспективний план формування громад. А 14 серпня створені перші 2 громади. Перші вибори в них громадах відбулися 25 жовтня 2015 року.
У жовтні 2015 року створена Новоукраїнська громада. Вибори в ній відбулися 27 березня 2016 року.
У 2016–2017 роках утворено ще 4 громади.

## Загальний перелік громад
| Громада                          | Центр                  | Дата створення | Район                 | К-сть НП | Площа, км² | Населення (2016) |
| -------------------------------- | ---------------------- | -------------- | --------------------- | -------- | ---------- | ---------------- |
| Бобринецька міська ОТГ           | місто Бобринець        | 14 серпня 2015 | Бобринецький район    | 9        | 194,297    | 11 836           |
| Маловисківська міська ОТГ        | місто Мала Виска       | 14 серпня 2015 | Маловисківський район | 10       | 231,83     | 13 791           |
| Новоукраїнська міська ОТГ        | місто Новоукраїнка     | 20 жовтня 2015 | Новоукраїнський район | 12       | 347,8      | 19 484           |
| Великоандрусівська сільська ОТГ  | село Велика Андрусівка | 12 серпня 2016 | Світловодський район  | 7        | 556,62     | 3210             |
| Соколівська сільська ОТГ         | село Соколівське       | 18 серпня 2016 | Кропивницький район   | 13       | 214,42     | 6059             |
| Великосеверинівська сільська ОТГ | село Велика Северинка  | …              | Кропивницький район   | 6        |            |                  |
| Ганнівська сільська ОТГ          | село Ганнівка          | …              | Новоукраїнський район | 8        |            |                  |